# Cantón de Hirsingue
El cantón de Hirsingue era una división administrativa francesa, que estaba situada en el departamento de Alto Rin y la región de Alsacia.

## Composición
El cantón estaba formado por veinticuatro comunas:
- Bettendorf
- Bisel
- Feldbach
- Friesen
- Fulleren
- Grentzingen
- Heimersdorf
- Henflingen
- Hindlingen
- Hirsingue
- Hirtzbach
- Largitzen
- Mertzen
- Oberdorf
- Pfetterhouse
- Riespach
- Ruederbach
- Saint-Ulrich
- Seppois-le-Bas
- Seppois-le-Haut
- Steinsoultz
- Strueth
- Ueberstrass
- Waldighofen

## Supresión del cantón de Hirsingue
En aplicación del Decreto n.º 2014-207 de 21 de febrero de 2014, el cantón de Hirsingue fue suprimido el 22 de marzo de 2015 y sus 24 comunas pasaron a formar parte, trece del nuevo cantón de Altkirch y once del nuevo cantón de Masevaux.